# Condado de Boone (Nebraska)
El condado de Boone (en inglés, Boone County) es un condado del estado de Nebraska, Estados Unidos. Tiene una población estimada, a mediados de 2021, de 5386 habitantes.
Su nombre es en homenaje al pionero Daniel Boone.
La sede del condado es Albion.

## Geografía
Según la Oficina del Censo el condado tiene una superficie total de 1780 km², de los que 1778 km² son tierra y 2 km² son agua.

## Condados adyacentes
- Condado de Madison - noreste
- Condado de Platte - sureste
- Condado de Nance - sur
- Condado de Greeley - suroeste
- Condado de Wheeler - noroeste
- Condado de Antelope - norte

## Demografía
Según el censo del 2000, los ingresos medios de los hogares del condado eran de $31,444 y los ingresos medios de las familias eran de $38,226. Los hombres tenían ingresos anuales por $26,779 frente a los $18,438 que percibían las mujeres. Los ingresos por habitante eran de $15,831. Alrededor del 10.40% de la población estaba bajo el umbral de pobreza nacional.
De acuerdo con la estimación 2016-2020 de la Oficina del Censo, los ingresos medios de los hogares del condado son de $60,094 y los ingresos medios de las familias son de $75,179. Los ingresos per cápita en los últimos doce meses, medidos en dólares de 2020, son de $32,850. Alrededor del 6.2% de la población está bajo el umbral de pobreza nacional.

## Principales localidades
- Albion
- Cedar Rapids
- Petersburg
- Primrose
- Raeville
- St. Edward